# Dâmbu Mare, Cluj
Dâmbu Mare este un sat în comuna Mica din județul Cluj, Transilvania, România.